# وعردباس (همدان)

تعديل مصدري - تعديل

وعردباس هي إحدى قرى عزلة ربع همدان بمديرية همدان التابعة لمحافظة صنعاء، يبلغ تعداد سكانها 429 نسمة حسب تعداد اليمن لعام 2004.